# Novalesa
Novalesa là một đô thị ở tỉnh Torino trong vùng Piedmont, có vị trí cách khoảng 60 km về phía tây của Torino. Tại thời điểm ngày 31 tháng 12 năm 2017, đô thị này có dân số 540 người và diện tích là 28,55 km².
Đô thị Novalesa có các frazioni (các đơn vị trực thuộc, chủ yếu là các làng) S. Pietro, S. Rocco, Villaretto, Ronelle, S. Anna, Borghetto, S. Maria, và Fraita.
Novalesa giáp các đô thị: Bessans (France), Lanslebourg-Mont-Cenis (France), Mompantero, Moncenisio, Usseglio, và Venaus.